# Robert Riger
Robert Riger (Manhattan, 4 juin 1924 - Huntington Beach, 19 mai 1995) est un photographe américain. Il a débuté par l'illustration sportive, a travaillé pour le cinéma, et a fait carrière à la télévision sur NBC et ABC. Il reste principalement connu comme photographe sportif, ayant réalisé de 1950 à 1994 plus de 90 000 clichés, principalement consacrés au football américain.

## Lien inattendu
Même s'il ne semble pas y avoir de lien, le nom "Robert Riger" figure dans la chanson d'Amy Macdonald, This Is the Life, sortie en 2007:
"So you're sitting there with nothing to do
Talking about Robert Riger and his motley crew"

## Famille
Robert Riger a épousé pour la première fois Eleanor Sanger, la première femme productrice d'émissions sportives à la télévision américaine, en 1950. Ils ont eu quatre enfants. Sa seconde épouse était Dawn Aberg, avec qui il a eu deux enfants,.